# Thylogale brunii
Espèce
Synonymes
- Macropus gracilis Miklouho-Maclay, 1884
- Macropus jukesii Miklouho-Maclay, 1884

Statut de conservation UICN

 VU A4d : Vulnérable
Répartition géographique
Thylogale brunii (parfois en français Pademelon à queue courte) est une espèce de marsupiaux de la famille des Macropodidés.
Son nom fait référence à Cornelis de Bruijn.

## Distribution
Cette espèce se rencontre en Nouvelle-Guinée, sur les îles Aru et les îles Kei.

## Liens externes

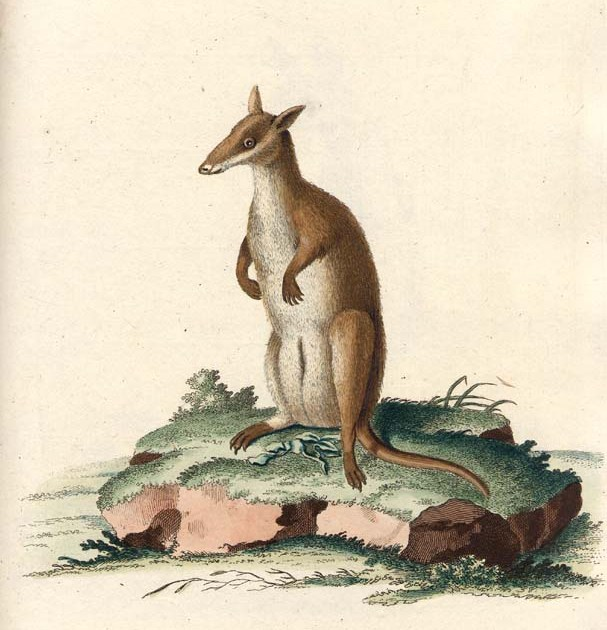
Thylogale brunii représenté par Schreber

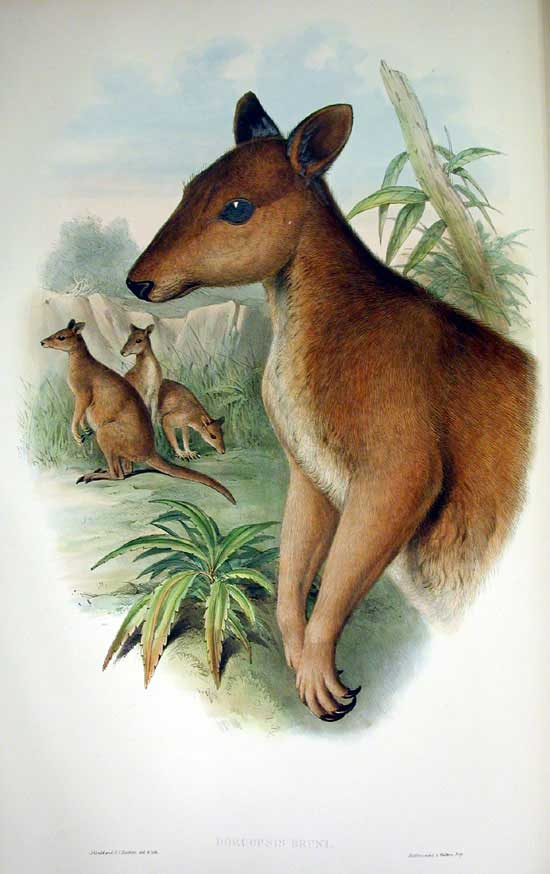
Thylogale brunii vue par John Gould